# Milko Bobocov
Milko Bobocov (bolgarsko Милко Бобоцов), bolgarski šahovski velemojster, * 1931, Bolgarija, † 2000.
Sodeloval je na 11., 14. in 16. šahovski olimpijadi.